# Ангел Бончев
Ангел Бончев Аврамов е бивш национален състезател по борба класически стил. Завършва спортно училище „Асен Драганов“ в Ловеч с профил „Класическа борба“.
Като активен спортист се състезава за ЦСКА в категория до 82 кг. Участник е на световни и европейски първенства. Сребърен медалист от европейското първенство в Йоншьопинг през 1984 година.
Завършва НСА през 1987 година.
Бивш изпълнителен директор и президент на футболен клуб Литекс (Ловеч), както и на борцов клуб „Славия-Литекс“.
Бил е член на управителния съвет на федерацията по мотоциклетизъм, шеф на клуба по мотоспорт „Литекс“, както и член на Управителния съвет на Професионалната футболна лига.
Със съпругата си Камелия Бончева са от последните жертви на групата за отвличания Наглите. Ангел е отвлечен на през 22 май 2008 г. и прекарва в плен 50 дни. На 9 юли при предаването на откупа на стойност 395 200 евро е похитена съпругата му Камелия.
Самият Бончев е открит на следващия ден захвърлен в района на Княжево с два отрязани пръста на едната ръка. За да освободи съпругата си по нареждане на похитителите Бончев дарява сумата от 157 000 евро на фондацията за борба с рака на гърдата „Утре за всеки“.
На 20 март 2013 г. е назначен за изпълнителен директор на Спартак (Плевен).